# Palaquium fidjiense
Palaquium fidjiense är en tvåhjärtbladig växtart som beskrevs av Jean Baptiste Louis Pierre och Marcel Marie Maurice Dubard. Palaquium fidjiense ingår i släktet Palaquium och familjen Sapotaceae.
Artens utbredningsområde är Fiji. Inga underarter finns listade i Catalogue of Life.